# Terminologia Esperanto-Centro
Terminologia Esperanto-Centro (TEC) è un organo dell'Associazione Universale Esperanto (UEA), il cui obiettivo è unificare termini specializzati usati in esperanto, fornire consulenza sul lavoro terminologico e supportare la scrittura di glossari. È stata fondata al Congresso mondiale a Varsavia nel 1987.
Sul suo sito web, TEC offre corsi di terminologia e diffonde informazioni e notizie sulla terminologia in generale e sul lavoro terminologico in esperanto in particolare (relazioni su colloqui e conferenze, una sezione di biblioteca, revisioni di dizionari specialistici, ecc.).
UEA e TEC supportano finanziariamente la formazione terminologica, in particolare la partecipazione alla formazione terminologica estiva di una settimana a Vienna (Austria) o a Colonia (Germania).

## Cronologia di TEC
- Dipartimento di terminologia della SEC, Budapest, Bujdoso Ivan, 1987-1989
- TEC, Zagabria, Ankica Jagnjić, 1990-1991
- TEC-UEA, Cecoslovacchia, Kladno, Jan Pospíšil, 1992-1993

## Servizi
I principali servizi di TEC sono:
- dizionari e glossari specializzati disponibili online;
- assistenza nella creazione di dizionari specialistici sia in lingue monolingue che multilingue;
- un forum di discussione tra i membri del team TEC;
- un sito web facilmente accessibile, leggibile e utilizzabile da tutte le persone;
- mediazione tra stakeholder ed esperti in modo che trovino i termini più appropriati da utilizzare nei loro dipartimenti;
- articoli scritti da esperti e scienziati riconosciuti;
- colloqui;
- terminologia in linea e corsi correlati.